# Parc national Chouchenski Bor
Le parc national Chouchenski Bor (en russe : национальный парк «Шушенский бор», littéralement « forêt de Chouchensk ») est un parc national russe fondé en 1995 et couvrant une superficie de 391 km2. Il se compose de deux forêts situées dans l'extrême Sud-Ouest de la Sibérie, sur les contreforts nord des Saïan occidentaux. La section nord est de type steppe boisée, tandis que la section sud est une forêt de conifères de montagne. Cette dernière est bordée sur deux côtés par le réservoir formé sur le fleuve Ienisseï par le barrage de Saïano-Chouchensk, le plus grand barrage hydroélectrique de Russie. La forêt présente à la fois une valeur élevée de biodiversité et une valeur récréative pour les randonneurs et les touristes. Elle est située dans le raïon de Chouchensk du kraï de Krasnoïarsk.

## Topographie
La forêt est divisée en deux parties : une petite zone (la steppe Perovski) située sur un terrain de steppe boisée relativement plat (la dépression de Minoussinsk), à 60 km au nord des monts Saïan occidentaux, et une zone montagnarde beaucoup plus vaste sur le versant nord des Saïan occidentaux. Cette division reflète la transition entre deux zones climatiques, la steppe boisée et la taïga, ainsi que l'étagement altitudinal qui influe sur les essences composant la forêt. La steppe Perovski (4 410 ha) et la zone montagnarde (34 760 ha) couvrent une superficie totale de 39 170 hectares. 

Zone du parc national Chouchenski Bor. Le réservoir de Saïano-Chouchensk, sur le fleuve Ienisseï, en constitue la limite sud ; le barrage de Saïano-Chouchensk se trouve au nord-ouest.

Les parties ouest et sud de la zone montagnarde sont bordées par le réservoir de Saïano-Chouchensk, formé par le barrage du même nom.
La zone montagnarde est dominée par le massif de Borus, une haute crête de cinq pics qui s'étend du Nord au Sud au milieu de la forêt. Le plus haut sommet est le mont Poïlovo (2 309 m).

## Climat et écorégion
La zone montagnarde de Chouchenski Bor est rattachée à l'écorégion des forêts de conifères montagnardes des Saïan (en). Cette région inclut la portion de moyenne altitude des hautes montagnes de Sibérie, dans la zone de transition entre la taïga sibérienne et la steppe mongole. La flore et la faune de chaque localité sont déterminées par le relief et l'élévation.

## Faune
À l'exception de la zone de toundra alpine sans arbres au sommet du massif du Borus, la forêt se trouve à l'étage subalpin et est divisée en trois sous-zones. Au-dessus de 1 400 mètres, le paysage est celui d'une forêt de conifères clairsemée. De 900 à 1 400 mètres lui succède une forêt de conifères dite « sombre ». En dessous de 900 mètres, enfin, se développe une pinède boréale noire sur de riches sols alluviaux. Au printemps, les prairies alpines sont lumineuses avec des fleurs colorées.

## Animaux
Parmi les mammifères communs dans le parc, on compte le lièvre, l'écureuil roux, l'ours brun, le renard commun, la zibeline, le cerf élaphe, le chevreuil, le cerf porte-musc, le wapiti et le sanglier . Les relevés ornithologiques indiquent la présence de 272 espèces d'oiseaux, notamment l'aigle royal, le balbuzard pêcheur et la cigogne noire.

## Tourisme
La randonnée et l'écotourisme sont populaires en raison de l'éloignement et de la diversité des terres, des plantes et des animaux. Un important réseau de sentiers pédagogiques ont été mis en place, et le parc propose des visites guidées et des services. Les visiteurs doivent s'inscrire et payer une somme modique pour entrer dans la zone montagnarde. Le parc organise également des excursions en bateau sur le réservoir (parfois appelé « mer de Saïan »).